# Spazio delle successioni
In matematica, in particolare in analisi funzionale, lo spazio delle successioni è uno spazio funzionale formato da tutte le successioni reali o complesse. Si tratta dell'insieme delle funzioni definite sull'insieme dei numeri naturali {\displaystyle \mathbb {N} } a valori in {\displaystyle \mathbb {R} } o {\displaystyle \mathbb {C} }. 
Definendo una somma, detta puntuale:
{\displaystyle (x_{n})_{n=1}^{\infty }+(y_{n})_{n=1}^{\infty }:=(x_{n}+y_{n})_{n=1}^{\infty }}
e un prodotto per scalari:
{\displaystyle \lambda (x_{n})_{n=1}^{\infty }:=(\lambda x_{n})_{n=1}^{\infty }}
lo spazio delle successioni viene dotato della struttura di spazio vettoriale.
Solitamente, vengono studiati appropriati sottospazi dello spazio di tutte le successioni. Un caso importante è dato dagli spazi lp, solitamente denotati con {\displaystyle \ell ^{p}}, cioè gli spazi delle successioni tali che:
{\displaystyle \sum _{k=1}^{\infty }|x_{k}|^{p}<\infty }
Essi infatti risultano essere spazi di Banach per {\displaystyle 1\leq p\leq \infty }. Due sottocasi importanti del precedente sono lo spazio delle successioni limitate {\displaystyle \ell ^{\infty }} e lo spazio delle successioni {\displaystyle \ell ^{2}}, che è uno spazio di Hilbert.
Un sottospazio vettoriale di {\displaystyle \ell ^{\infty }} è lo spazio c delle successioni convergenti, formato da tutti gli {\displaystyle x\in K^{N}} tali che {\displaystyle \lim _{n\to \infty }x_{n}} esiste. Si tratta di uno spazio chiuso rispetto alla norma {\displaystyle \|\cdot \|_{\infty }}, ed è pertanto uno spazio di Banach. Lo spazio c0 delle successioni convergenti a zero è un sottospazio chiuso di c, e dunque anch'esso uno spazio di Banach.

## Spazi ℓp
Per  {\displaystyle 0<p<\infty }, {\displaystyle \ell ^{p}} è il sottospazio di {\displaystyle K^{N}} formato dalle successioni {\displaystyle x=(x_{n})} tali che:
{\displaystyle \sum _{n}|x_{n}|^{p}<\infty }
Se {\displaystyle p\geq 1} allora l'operazione {\displaystyle \|\cdot \|_{p}\to \mathbb {R} } definita da:
{\displaystyle \|x\|_{p}=\left(\sum _{n}|x_{n}|^{p}\right)^{1/p}}
definisce una norma su {\displaystyle \ell ^{p}}. Lo spazio {\displaystyle \ell ^{p}} è uno spazio metrico completo rispetto a tale norma, e dunque è uno spazio di Banach.
Se {\displaystyle 0<p<1} lo spazio {\displaystyle \ell ^{p}} non è munito di una norma, ma è caratterizzato da una distanza:
{\displaystyle d(x,y)=\sum _{n}|x_{n}-y_{n}|^{p}}
Se {\displaystyle p=\infty } allora {\displaystyle \ell ^{\infty }} è lo spazio di tutte le successioni limitate. Rispetto alla norma:
{\displaystyle \|x\|_{\infty }=\sup _{n}|x_{n}|}
è anche uno spazio di Banach.

### Lo spazio ℓ2
Si definisce spazio {\displaystyle \ell ^{2}} lo spazio delle successioni reali o complesse definito nel modo seguente:
{\displaystyle \ell ^{2}(\mathbb {R} )=\left\{\{x_{n}\}_{n\in \mathbb {N} },x_{i}\in \mathbb {R} \ {\Bigg |}\ \sum _{k=1}^{\infty }|x_{k}|^{2}<\infty \right\}}
Lo spazio {\displaystyle \ell ^{2}} è uno spazio vettoriale. Inoltre è uno spazio metrico se definiamo la distanza come:
{\displaystyle d({\vec {x}},{\vec {y}})=\left(\sum _{k=1}^{\infty }|x_{k}-y_{k}|^{2}\right)^{\frac {1}{2}}}
La dimostrazione è fatta utilizzando la disuguaglianza di Minkowski e la disuguaglianza di Hölder. Inoltre è uno spazio che ammette sottoinsiemi numerabili densi e ciò ci dice che è anche separabile.

### I sottospazicec0
Lo spazio c è lo spazio vettoriale formato da tutte le successioni convergenti {\displaystyle (x_{n})} di numeri reali o complessi. 
Definendo una norma uniforme:
{\displaystyle \|x\|_{\infty }=\sup _{n}|x_{n}|}
lo spazio c diventa uno spazio di Banach. Si tratta di un sottospazio vettoriale chiuso dello spazio delle successioni limitate {\displaystyle \ell ^{\infty }}, e contiene a sua volta (come suo sottospazio chiuso) lo spazio di Banach c0 delle successioni che convergono a zero.
Lo spazio duale c* di c è isometricamente isomorfo a {\displaystyle \ell ^{1}}, come lo è il duale c*0 di c0. In particolare, né c né c0 sono riflessivi. L'isomorfismo di {\displaystyle \ell ^{1}} con c* è dato dal fatto che se {\displaystyle (x_{0},x_{1},\dots )\in \ell ^{1}} allora l'accoppiamento con un elemento {\displaystyle (y_{1},y_{2},\dots )} di c è dato da:
{\displaystyle x_{0}\lim _{n\to \infty }y_{n}+\sum _{i=1}^{\infty }x_{i}y_{i}}
Si tratta di una versione del teorema di rappresentazione di Riesz. Per c0 l'accoppiamento tra {\displaystyle (x_{i})\in \ell ^{1}} e {\displaystyle (y_{i})} in c0 è invece definito da:
{\displaystyle \sum _{i=0}^{\infty }x_{i}y_{i}}

## Spazio delle serie limitate
Lo spazio delle serie limitate, denotato con bs, è lo spazio delle successioni {\displaystyle x} tali che:
{\displaystyle \sup _{n}\left\vert \sum _{i=0}^{n}x_{i}\right\vert <\infty }
Definendo la norma:
{\displaystyle \|x\|_{bs}=\sup _{n}\left\vert \sum _{i=0}^{n}x_{i}\right\vert }
lo spazio bs è uno spazio di Banach isometricamente isomorfo a {\displaystyle \ell ^{\infty }} mediante la corrispondenza lineare:
{\displaystyle (x_{n})_{n\in \mathbb {N} }\mapsto \left(\sum _{i=0}^{n}x_{i}\right)_{n\in \mathbb {N} }}
Il sottospazio cs è composto da tutte le serie convergenti. Lo spazio Φ o c00 è inoltre definito come lo spazio delle successioni infinite che possiedono un numero finito di termini non nulli (a supporto finito).

## Esempi
- Lo spazio delle successioni convergenti:

{\displaystyle c=\{(x_{n})_{n=1}^{\infty }:\exists M{\mbox{ tale che }}\lim _{n}|x_{n}-M|=0\}}
- Lo spazio delle successioni infinitesime {\displaystyle c_{0}}, un sottocaso del precedente che si ottiene con {\displaystyle M=0}.
- Lo spazio {\displaystyle \Phi } delle funzioni a supporto finito (cioè non nulle solo per un numero finito di indici).
- Lo spazio di Baire delle successioni di numeri naturali.